# تصویرگرایان شیکاگو
تصویرگرایان شیکاگو به گروهی از هنرمندان بازنمودی گفته می‌شود که مرتبط با مدرسه مؤسسه هنر شیکاگو است و در اواخر دهه ۱۹۶۰ در مرکز هنر هاید پارک به نمایش گذاشته شد.
شهرت کار آن‌ها بخاطرسورئالیسم غیرمعمول و عدم هم سنخیت کامل با تمایلات جهانی هنر نیویورک بود. منتقد کن جانسون از آن تحت عنوان «سنت فانتزی بنیاد پس از جنگ» یاد کرد. سردبیر ارشد مجله شیکاگو، کریستین نیومن گفت: «حتی با در پیش داشتن مبارزات و جنگ ویتنام، این هنرمندان راه خود را باز کردند و از زمان، مکان و آثار خود یک اتفاق فراموش نشدنی در تاریخ هنر ساختند.» این تصویرگرایان، به صورت غیرمنتظره نسبت بالایی از هنرمندان زن را در خود جای داده بودند.
سه گروه مشخص وجود دارد که خارج از شیکاگو به طرزی متمایز و در مجموع به عنوان تصویرگرا برجسته شده‌اند: فهرست هیولا، پشمینه کی و تصویرگرایان شیکاگو.

## فهرست هیولا
فهرست هیولا به گروهی از هنرمندان شیکاگو گفته می‌شود که چند تن از آنان به خدمت در جنگ جهانی دوم رفته بودند و به لطف جی. آی این نام در سال ۱۹۵۹ توسط منتقد فراتنز شولز بر اساس آثار وجودی گاه وحشتناک و نیمه عرفانی مجازی شان به آن‌ها داد. بسیاری از آن‌ها توسط ورا بردیچ مورد مشورت قرار گرفتند. این شخص، یک ناشر سوررئال تأثیرگذار بود که در مدرسه مؤسسه هنر شیکاگو مشغول تدریس بود. فهرست هیولا شامل موارد زیر است:
- دان هیمن[۵]
- کزمو کامپلی
- جورج کوهن
- لئون گلوب
- نانسی اسپرو
- اچ.سی. وسترمن
- جون لیف

## پشمینه کی
بسیاری از تصویرگرایان بعدی شیکاگو توسط مدرس و هنرمند مدرسه مؤسسه هنر، ری یوشیدا و استاد تاریخ هنر ویتنی هلستید به مشورت گرفته شدند.
در سال ۱۹۶۴ جیم نات و گلادیس نیلسون شروع به تدریس در کلاس‌های بچه‌ها در مرکز هنر پارک هاید در شیکاگو نمودند. آن‌ها و جیمز فالکنر با ایده یک نمایش گروهی متکشل از 3 نفر از آن‌ها و آرت گرین و سولن روکا سراغ دان بائوم، مدیر نمایش مرکز، رفتند. بائوم موافقت و نیز پیشنهاد کرد کارل ویرسوم را در لیست اضافه کنند.
شش هنرمند ذکر شده نمایشگاه‌هایی را در مرکز هنری پارک هاید در سال‌های ۱۹۶۶، ۱۹۶۷ و ۱۹۶۸ برگزار کردند. آن‌ها نام این نمایشگاه را ", پشمینه کی؟ " گذاشتند اما هرگز تصمیم نداشتند خود را به عنوان یک گروه واحد سازماندهی کنند. نامگذاری این نمایشگاه در مصاحبه‌ای توسط دان نادل با هنرمند جیم نات تشریح شد:
"در زمان یاد شده، نام‌های مرتبط با هنر بسیار خونسرد بودند، هرچه کمتر از کار خود می‌گفتند بهتر. چندین بار در موزهٔ هنر مدرن با عنوان "شانزده آمریکایی" یا "سیزده آمریکایی" به نمایش در آمدند … همگی ما مصمم بودیم با چنین خونسردی با نزاکتی رقابت نکنیم اما نمی‌دانستیم عاقبت آن چطور خواهد شد. در اولین تجمع برای بحث در مورد نمایش، به هیچ نتیجه‌ای نرسیدیم. این همچنین اولین تماس ما پنج نفر با کارل به صورت جدی بود. از آنجا که در حل مسئله به نوعی سر خورده شده بودیم، زمانی که صدای کارل شنیده می‌شد که می‌گفت "پشمینه کی؟ این یارو کیه؟"، بحث گروهی به واحدهای کوچکتری تحلیل رفت. در همین حین بود که برخی از ما با نوعی نگرانی اعتقاد خود را در خصوص اینکه او چیزی در مورد اری بوراس نمی‌دانست از دست می‌دادیم، فرد بسیار خود ساخته‌ای که منتقد هنری بود و برای دابلیو اف ام تی، ایستگاه فرهنگی اف ام در شیکاگو کار می‌کرد. از نظر همه ما، منجمله کارل، این واقعاً خنده دار بود. همانطور که در مورد تنوعات وضعیت موجود حس می‌کردیم که دست انداخته شده‌ایم، فهمیدیم که چه پتانسیلی در این نام وجود دارد به ویژه اگر هاری را به پشمینه تغییر می‌دادیم."
پشمینه کی، شامل این‌ها بود:
- آرت گرین
- گلادسی نیلسون
- جیم وات
- جیم فالکنر
- سولن روکا
- کارل ویرسوم

## تصویرگرایان شیکاگو
تصویرگرایان، یک گروه رسمی نبودند بلکه تا حدودی شرح هنرمندانی بود که درگیر نمایش‌هایی بودند که در دههٔ میانی ۱۹۶۰ و اوایل ۱۹۷۰ توسط باهوم سازماندهی می‌شد. چند هنرمند دیگر از جمله راجر براون، اد پاسکی، باربارا رُسی و فیل هانسون، اغلب به اشتباه در ارتباط با «پشمینه کی» انگاشته می‌شوند. این انگاره نادرست در واقع زمانی شروع شد که بین سال‌های ۱۹۶۸ تا ۱۹۷۱ و در چندین نمایش دیگر مانند «چند بی نبض»، «تصویر غیر اصلی»، «آنتیگوا در شیکاگو» و «ازدواج به سبک شیکاگو» در مرکز هنر پارک هاید نشان داده شدند. علاوه بر «پشمینه کی»، شامل موارد زیر نیز بودند:
- راجر براون
- اد پاسکی
- کریستینا رامبرگ
- فیل هانسون
- باربارا رِسی
- اد فلاد
- ایروینگ پتلین
- سارا کانرایت
- ریچارد وتزل
- ری یوشیدا
- ارول اوتیز

در سال ۱۹۶۹ در موزه هنرهای معاصر شیکاگو، تصویرگرایان زیادی از جمله یوشیدا را درنمایشی با عنوان " دان بائوم سز 'شیکاگو نیازهنرمندان مشهوری دارد" به نمایش گذاشت'".

## تمایز بین تصویرگرایی شیکاگو وهنر پاپ نیویورک
توزیع‌کننده هنر خصوصی شیکاگو، کارن لینوکس، گفت، "پشمینه کی در سوررئالیسم، بابونهٔ هنر و کمدی‌ها ریشه دارد. یکی از آن‌ها بسیار شخصی و دیگری ضد شخصی بود."

## هنرمندان دیگر
در خارج از شیکاگو، هر هنرمند شیکاگو که کارش مجازی و دمدمی است را اغلب یک تصویرگرا می‌نامند. هنرمندان شیکاگو که عجیب و غریب و مجازی نقاشی می‌کنند اما تصویرگرا نیستند شامل این هاست:
- رابرت لاستوتر
- هالیس سیگلر
- النور اسپیس فریس

## میراث
میراث تصویرگرایان شیکاگو به میزان قابل توجهی در فیلم تولیدات رنگ رد، پشمینه کی و تصویرگرایان شیکاگو به کارکردانی فیلمساز شیکاگویی لسلی بوچبایندر به نمایش در آمد.